# Gaetano Dentamaro
Gaetano Dentamaro (Siracusa, 19 settembre 1962) è un pubblicista italiano, militante Radicale.

## Biografia
Sposato con due figli. Per Radio Radicale, tra il 1982 e il 1996, ha curato la rubrica Le Interviste per Strada di Gaetano Dentamaro, raccogliendo diverse decine di migliaia di opinioni di gente comune sulla politica, il governo ed in particolare su Marco Pannella e il Partito Radicale. Negli anni ottanta è con Olivier Dupuis (poi segretario del Partito radicale transnazionale), Sandro Ottoni e altri, tra i protagonisti del rilancio dell'obiezione di coscienza come disobbedienza civile (affermazione di coscienza) per la sopravvivenza dei milioni di persone condannate allo sterminio per fame e per il federalismo europeo. Nel 1978 è tra i membri fondatori della Lega Socialista per il Disarmo (LSD), con Francesco Rutelli, Gianfranco Spadaccia, Adele Faccio. Renitente alla leva, il 12 maggio 1985 si consegna recandosi a votare per le elezioni amministrative. È incarcerato per tre settimane al Forte militare di Boccea a Roma, poi rimesso in libertà fino al sopraggiungere di amnistia. L'annuncio dell'arresto è dato il giorno prima in esclusiva dal quotidiano Reporter, diretto da Adriano Sofri, che dedica a Dentamaro e alla battaglia per l'affermazione di coscienza un'intervista di due pagine.

## L'attività politica
Nel 1976, non ancora quattordicenne, aderisce al Partito Radicale a seguito dello sciopero della sete di Marco Pannella, Emma Bonino, Adelaide Aglietta, Gianfranco Spadaccia e Mauro Mellini per ottenere spazi di informazione adeguati nelle tribune elettorali della RAI in occasione della presentazione di liste radicali alle elezioni politiche per la prima volta. Si iscrive all'associazione radicale dell'EUR di cui è segretario Francesco Rutelli ed inizia la sua militanza radicale impegnandosi nella raccolta di firme per gli "8 referendum" e nelle lotte antimilitariste e nonviolente contro il riarmo e per l'obiezione di coscienza al servizio militare. Fa parte del Comitato Romano Antimilitaristi Nonviolenti (CRAN) organizzando azioni dirette nonviolente e manifestazioni non autorizzate per la difesa dei diritti civili e contro la legge Reale e i decreti antiterrorismo del governo Cossiga.
Nel 1982, a seguito del colpo di Stato realizzato in Polonia dal generale Wojciech Jaruzelski, organizza manifestazioni nonviolente di solidarietà in diversi paesi dell'Europa dell'Est; partecipa alla manifestazione in Romania ed è fermato dalla Polizia a Bucarest sulla Piazza dell'Armata mentre legge il testo del volantino con gli antimilitaristi francesi Gerard Boucard e Philippe Ognon. Altre manifestazioni si svolgono in contemporanea nelle altre capitali del Patto di Varsavia.
Nel 1984, con la Lega per il Disarmo Unilaterale (formata dalla fusione della LSD con la Lega per il Disarmo Unilaterale dell'Italia fondata dallo scrittore Carlo Cassola) e con il Partito Radicale, è fortemente critico delle posizioni ideologiche espresse dal “movimento per la pace” contro il dispiegamento degli euromissili: ribadisce la necessità di "costruire la pace" con azioni concrete per salvare le popolazioni colpite dalla fame e la necessità di leggi, italiane ed europee, adeguate a questo scopo. Con altri militanti radicali, tra cui Bruno Petriccione, segretario della LDU, Alfonso Navarra, antimilitarista, Paolo Pietrosanti, membro del Consiglio Generale del PR, sotto lo slogan "Diserta, soldato della morte" “invade” l'aeroporto Magliocco a Comiso, (Ragusa), una delle basi militari prescelte per l'installazione degli euromissili: arrestato, è detenuto per otto giorni a Ragusa. Ancora in stato di libertà provvisoria, ripete l'azione nonviolenta alla base di Ghedi (Brescia), con Lucio Bertè e altri militanti radicali. I reati ("introduzione clandestina in base militare" e "istigazione di militare a disobbedire alla legge") in seguito sono cancellati dall'intervenuta amnistia.
Per le sue attività di militante radicale negli anni successivi sarà espulso da Jugoslavia e Turchia. Tra il 1985 e il 1987 è tra gli organizzatori dell'attività transnazionale del Partito Radicale: per sei mesi è con Andrea Tamburi in Grecia, dove gli antimilitaristi si battono per l'ottenimento di una legge per il servizio civile, per sostenere l'obiettore di coscienza greco Mikalis Maragakis, condannato a quattro anni di carcere.
A questo scopo è tra i promotori della petizione per una direttiva europea sul diritto al servizio civile e per l'obiezione di coscienza e del convegno antimilitarista che si svolge a Strasburgo in occasione della consegna delle oltre 30.000 firme raccolte.
Eletto più volte nel Consiglio Generale del Partito Radicale transnazionale, candidato nelle liste radicali in occasione di elezioni italiane ed europee, nel dicembre del 2000 partecipa all'organizzazione delle elezioni on-line del comitato di Radicali Italiani presentando la lista dei “Radicali3000-antiproibizionisti su tutto”, che vede come capolista Luca Coscioni.
Tra febbraio e marzo del 2001 intraprende un digiuno di dialogo con il Presidente della repubblica Carlo Azeglio Ciampi per oltre trenta giorni, a seguito del comportamento scorretto delle emittenti televisive italiane nei confronti dei radicali alla vigilia delle elezioni politiche.
Ha fatto parte del Consiglio direttivo ed è stato direttore editoriale di Non c'è pace senza giustizia, l'associazione radicale sui temi della giustizia internazionale, della democrazia e contro la pratica delle mutilazioni genitali femminili.
Al 38º Congresso del Partito radicale, svoltosi a Tirana nel 2002, è co-promotore della lista per il Consiglio Generale del Partito denominata "Per gli stati uniti d'Europa, d'Africa e del Mediterraneo", che elegge due consiglieri. È membro del Consiglio Generale del Partito radicale, subentrando a Maurizio Provenza scomparso prematuramente nel 2009.

## Le “Interviste per Strada”
Le “Interviste per strada di Gaetano Dentamaro” è il nome della rubrica che va in onda sulle frequenze nazionali di Radio Radicale dal novembre del 1982: trenta minuti di interviste in presa diretta realizzate in tutta Italia nei luoghi più diversi della vita quotidiana, dai mercati rionali alle fermate dell'autobus, o nelle piazze teatro di comizi politici o manifestazioni di altro genere. 
L'appuntamento con le opinioni dei cittadini comuni, che dicono la propria sulla politica, sui politici, sui partiti, diventa anche un caso politico e mediatico. Il primo a parlarne è il critico e giornalista Sergio Saviane, titolare della rubrica di critica radiofonica e televisiva sul settimanale L'Espresso, il 3 gennaio 1983.
Il Partito Radicale decide di utilizzare una delle risposte più diffuse tra la gente alle domande sui “politici” per lo slogan di una raccolta firme su proposte di legge d'iniziativa popolare e petizioni su pensioni e lotta allo sterminio per fame nel mondo: Non è vero che i politici (e la politica) 'sono tutti uguali'.
Saviane recensisce il programma ancora nel 1984 e nel 1987, scrivendo tra l'altro: “le interviste di Dentamaro (...) sono insostituibili e anche indispensabili” per tentare di capire il paese, perché “...l'Italia che viene fuori dal microfono zingaro, un po' sornione, ma leale, di Dentamaro, ce l'abbiamo e ce la dobbiamo tenere”.
Nel 1988, con Rita Bernardini e Aurelio Aversa, è tra i produttori e responsabili di Radio Radicale Catania, l'emittente che segue con programmazione autonoma le elezioni comunali a cui partecipa la Lista Civica Laica Verde con capolista Marco Pannella. Una delle sue "Interviste per Strada" diviene lo spot ufficiale della Lista. 

## L'attività imprenditoriale
Ambientalista, ecologista, si appassiona ai problemi energetici globali e nel 2008 è tra i fondatori di WOW SpA (Wind Operations Worldwide S.p.A. sorta come società a responsabilità limitata), società per azioni di diritto italiano che investe nella realizzazione di progetti per lo sfruttamento dell'energia eolica troposferica, tra i quali il progetto Kitegen, investimento poi dismesso. Dal 2014 presidente e amministratore delegato della società, è stato riconfermato nelle cariche per il triennio 2015-2017.

## Opere
- Stretta la foglia, larga la via – Storia di un microfono da marciapiede, Roma, The Walker's Production, 1984 edizione online.
- "Perdo e Stravinco” - la candidatura di Marco Pannella a Commissario CEE. Com'è nata, quanto è cresciuta, perché non è stata accolta, Roma, Pianeta Edizioni, 1988; edizione online.
- Tutori dell'ossigeno – ovvero del buco nella fascia di ozono e della formula del collante dell'universo, Roma, Stampa Alternativa Millelire, 1991; edizione on line.
- Sete di Verità, Erga edizioni, 1995, SBN RAV0264435.